# جاكلين ماكلنيس وود
جاكلين ماكينيس وود (بالإنجليزية: Jacqueline MacInnes Wood)‏ (مواليد 17 أبريل 1987) هي ممثلة كندية ومغنية ومقدمة برامج تلفزيونية. اشتهرت ببطولتها بدور أوليفيا كاسل في فيلم الرعب الوجهة النهائية 5 (2011) وبصفتها ستيفي فوريستر في سي بي إس أوبرا الصابون ذا بولد أند ذا بيوتيفول (2008 - إلى الوقت الحاضر)، حصلت على أربع ترشيحات لجائزة إيمي، فازت بجائزة أفضل ممثلة في مسلسل درامي في عام 2019.

## روابط خارجية
- جاكلين ماكلنيس وود على موقع IMDb (الإنجليزية)
- جاكلين ماكلنيس وود على موقع ألو سيني (الفرنسية)
- جاكلين ماكلنيس وود على موقع قاعدة بيانات الأفلام السويدية (السويدية)
- جاكلين ماكلنيس وود على موقع قاعدة بيانات الفيلم (الإنجليزية)
- جاكلين ماكلنيس وود على موقع كينوبويسك (الروسية)